# Donja Rasovača
Donja Rasovača (en serbe cyrillique : Доња Расовача) est un village de Serbie situé dans la municipalité de Merošina, district de Nišava. Au recensement de 2011, il comptait 513 habitants.

## Démographie
| 1948 | 1953 | 1961 | 1971 | 1981 | 1991 | 2002 | 2011 |
| ---- | ---- | ---- | ---- | ---- | ---- | ---- | ---- |
| 676  | 722  | 700  | 592  | 609  | 583  | 538  | 513  |

|  |